# سنندج دو (مقاطعة دهغلان)
سنندج دو (بالإنجليزية: Sanandaj-e Do Industrial Estate)‏ هي منطقة سكنية تقع في كردستان في إيران. يقدر عدد سكانها بـ 33 نسمة .